# دالاس (النمسا)
دالاس (بالألمانية: Dalaas) هي بلدية في منطقة بلودنز في ولاية فورارلبرغ النمساوية.